# Kiválasztási effektus
A kiválasztási effektus a csillagászatban a mérések, megfigyelések egyik statisztikai hibáját jelzi, amikor a mérési módszer mintegy megszűrve a vizsgálandó objektumok vagy események körét, azok egy részét kiválasztja és a vizsgálódó elé tárja, más részét pedig elrejti, s ezáltal alapos megfontolások nélkül téves következtetések levonásához vezethet. A jelenség általánosan ismert a statisztikában, de ott inkább kiválasztási hiba (selection bias) néven említik.
Egy szélsőségesen leegyszerűsített példa: ha valaki úgy akarna csillagtérképet készíteni, hogy egy helyen állva egy álló napon keresztül berajzolná rá az éppen delelő csillagokat, azt tapasztalná, hogy az égbolt egy része (amelyet éjszaka lát) sűrűn tele van fényes és halvány csillagokkal, két másik része (amelyeket szürkületkor figyelt meg) ettől a résztől kifelé egyre kevesebb és átlagosan egyre fényesebb csillagot tartalmaz, míg egy negyedik része a Naptól eltekintve teljesen csillagmentes. A módszer hibája nyilvánvaló: a szürkületi és a nappali égbolton nem érdemes csillagokat számlálni. Elvileg ugyan minden létező csillag naponta delel, mégsem fogjuk látni őket (illetve alkonyatkor és hajnalban csak a fényesebbeket). Ezt a megfigyelési módszert egy második, kevésbé nyilvánvaló kiválasztási effektus is terheli: nem mindegy ugyanis, hogy milyen szélességen és milyen évszakban végezzük a megfigyelést. Magyarországról nézve például decemberben sokkal több csillagot látnánk, mint júniusban, hiszen hosszabb az éjszaka.
Az esetek nagy részében azonban a kiválasztási effektus nem ennyire egyértelmű, és egy tudományos vizsgálatban komoly megfontolásokat igényel annak eldöntése, hogy a mérési adatokban mutatkozó tendencia valamely kiválasztási effektus következménye-e vagy természeti törvényszerűséget mutat. Másképpen fogalmazva: a megfigyelési eredményekből akkor lehet érdemi következtetéseket levonni, ha a kiválasztási effektust sikerült kizárni.

## Néhány példa

### A holdi meteoritbecsapódások statisztikája

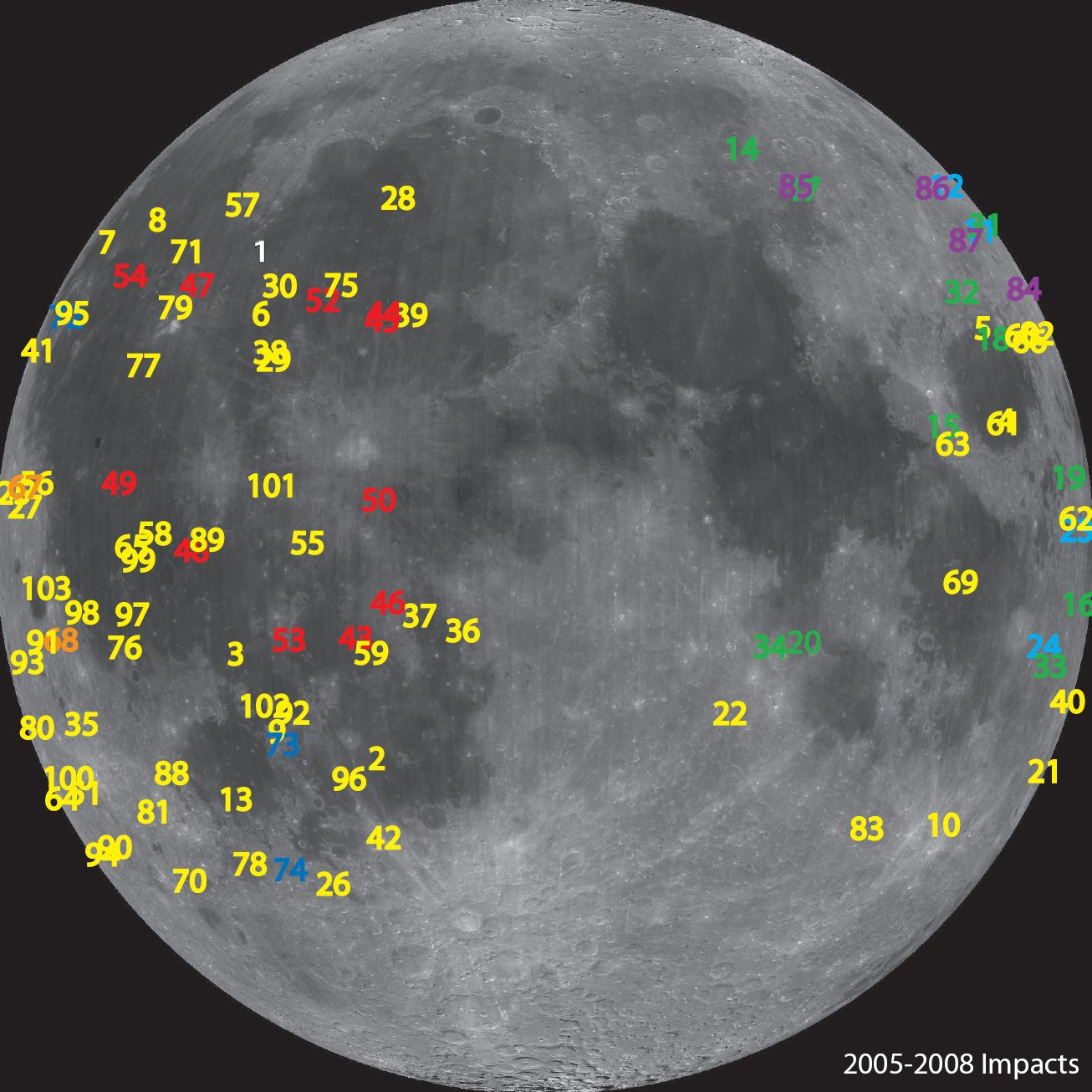
Holdfelszíni villanások 2005–2008 között

1998 óta figyelik a csillagászok a Holdra becsapódó meteoritok okozta robbanásokat. A NASA 2008-ban közzétette a 2005–2008 közötti időszakban észlelt felvillanások térképét. A képen feltűnő egyenetlenség észlelhető a megfigyelések eloszlásában: a középső részen és a pólusok környékén egyáltalán nincs megfigyelés, a kép bal szélén pedig (azaz a holdkorong keleti oldalán) lényegesen több, mint a jobb (nyugati) felén. Mi okozhatja ezt a tendenciát?
Az észlelések eloszlásában többféle kiválasztási effektus is szerepet játszhat:
- A halvány felvillanások észlelése az újhold környéki hetekben a legkönnyebb, amikor a sötét rész nagyobb a megvilágítottnál. Telihold idején a csillagászok nem szívesen észlelik a Holdat, mivel az ilyenkor szemből érkező fény elnyomja a kontrasztokat, ezzel szemben az első negyed előtti és az utolsó negyed utáni időszakban a súroló fény kontrasztosabbá teszi a képet.
- A megfigyelők szívesebben észlelnek az esti, mint a hajnali órákban, ezért több megfigyelés esik a Holdnak arra a felére, amelyik az első negyed idején sötét. (Első negyedkor ugyanis a Hold az esti, utolsó negyedkor pedig a hajnali égbolton figyelhető meg.)
- A megfigyelők inkább koncentrálnak a Hold egyenlítői vidékeire.

Látható tehát, hogy a megfigyelési szokások jelentősen befolyásolják a kapott eredményt. Ezért először ezeket a kiválasztási effektusokat kell csökkenteni (például automatikus megfigyelőprogramokkal), hogy a becsapódások eloszlásáról érdemi tudományos következtetéseket lehessen levonni.

### Exobolygók keresése

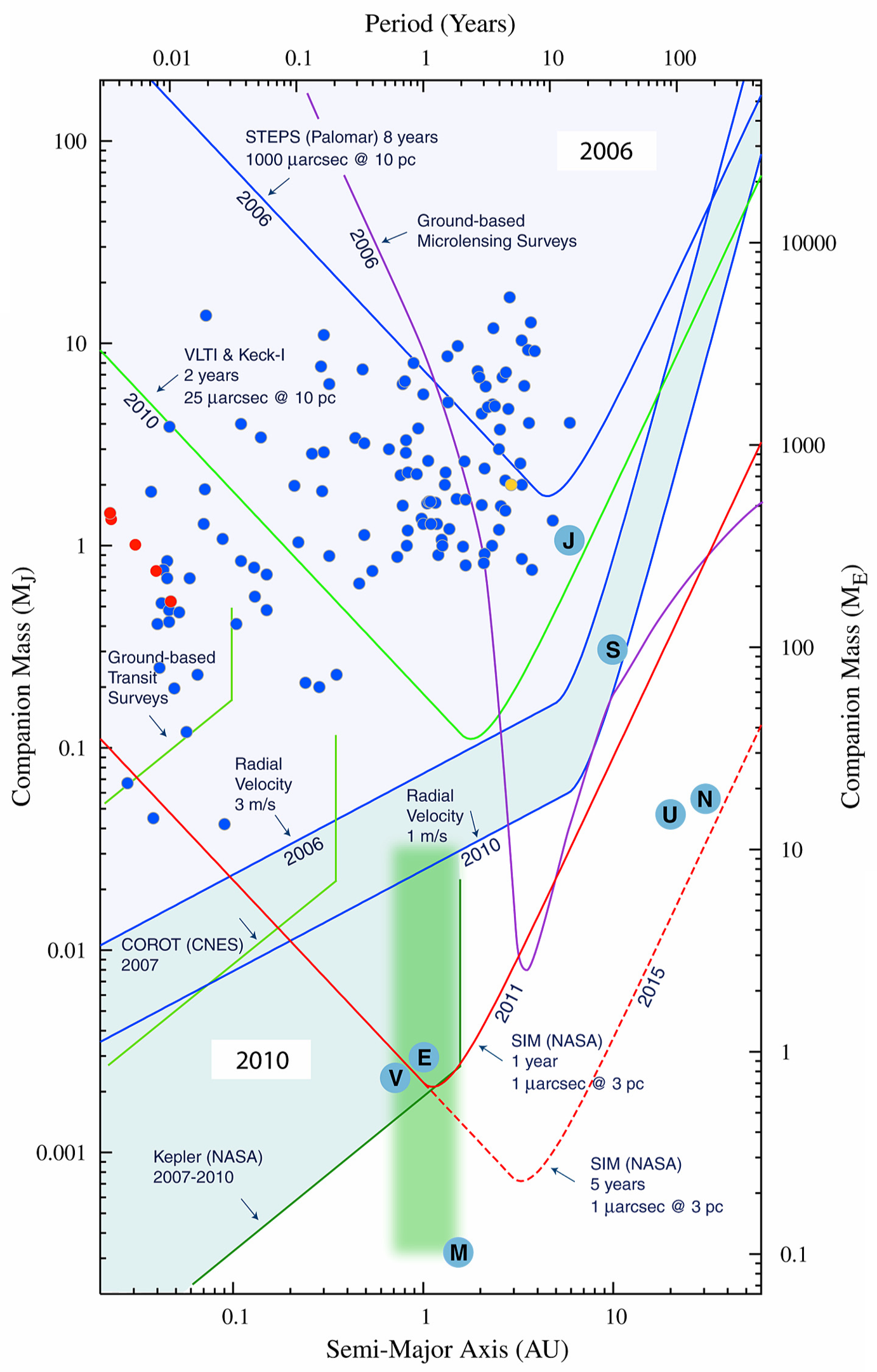
A 2004. augusztus 31-ig felfedezett exobolygók, összehasonlításképpen kis kék körökben a Naprendszer bolygói, angol kezdőbetűjükkel. A vízszintes tengelyen a bolygópálya fél nagytengelye (sugara), a függőlegesen a bolygó tömege látható. Mindkét skála logaritmikus!

A diagramon az 1994 és 2004 között felfedezett Naprendszeren kívüli bolygók méretét és központi csillaguktól való távolságát láthatjuk. Az ábra részletes magyarázata az Exobolygó szócikkben olvasható. Figyeljük meg, hogy a kék pöttyök többsége a diagram felső részén helyezkedik el, egy és tíz jupitertömeg között. A vízszintes eloszlás is határozott tendenciát mutat: a bolygók többsége egy és öt csillagászati egység (a képen AU) közötti távolságban kering a saját központi csillagától, a többi pedig ennél közelebb, de egy sincs közöttük, amelyiknek a pályasugara a Jupiterénél kétszer nagyobb volna.
Hiba volna azonban ebből azt a következtetést levonni, hogy a Naprendszeren kívüli bolygók jellemzően nagyobbak a Jupiternél, de a központi csillagukhoz nála közelebb keringenek. A jelenség nyilvánvalóan a kiválasztási effektus következménye: mai műszereinkkel és módszereinkkel ezeket a bolygókat vagyunk képesek nagy számban észlelni. Az exobolygók kutatása annyira fejlett technikát igényel, hogy – bár már Giordano Bruno is megjósolta a létezésüket a 16. században, és azóta is keresik őket – csak 1994-ben sikerült ténylegesen megtalálni az elsőt. Jelenleg (2008-ban) is elsősorban a legnagyobb bolygók megtalálására vagyunk képesek. Másrészt az alkalmazott módszerek a bolygónak a központi csillagra tett hatását mérik, amely szintén a közeli bolygóknál éri el a mérhetőség hatását (a gravitációs erő például a távolság négyzetével fordított arányban csökken). Harmadrészt a központi csillaguktól távolabb keringő bolygók periódusideje több tíz év is lehet, és így egy akár néhány éves megfigyelési program során is csak a csillag radiális sebességgörbéjének egy része vehető fel, és így nem kaphatunk teljes képet a bolygó befolyásoló hatásáról, azaz a felfedezés elmaradhat. (A radiális sebességgörbe elemzéséből következtethetünk ugyanis a bolygónak a csillagra gyakorolt hatására.) Ehhez a három kiválasztási effektushoz negyedikként társul, hogy a csillagászatban szigorú kritériumai vannak egy felfedezés bejelentésének, ezért a központi csillaguktól távolabb keringő bolygók hivatalos regisztrációjára esetenként csak nagyon hosszú idő múlva kerülhet sor. (A részletes magyarázat megtalálható az Exobolygó szócikkben.)
Mindaddig tehát, amíg ezeket a kiválasztási effektusokat nem sikerül kizárni az exobolygók észleléséből, a tömegük és keringési távolságuk eloszlására nem lehet közvetlen következtetéseket levonni a megfigyelési eredményekből, csak feltételezéseket.

### Gamma-kitörések és hipernóvák
A hosszú gamma-kitöréseket leginkább hipernóvarobbanásokkal magyarázzák. Nincs viszont egyetértés a rövid kitörések magyarázatáról. Ezeknek általában másféle fizikai magyarázatot tulajdonítanak (például a 2013-ban felfedezett kilonóvák is lehetnek ilyenek) – ugyanakkor az is lehet, hogy egyszerű kiválasztási effektusról van szó, ahol a megfigyelő a kitörési kúp peremvidékén helyezkedik el, és ezért lát másféle kitörést; ebben az esetben ezeket is magyarázhatjuk hipernóvarobbanással.